# Délvidéki földikutya
A délvidéki földikutya (Nannospalax (leucodon) montanosyrmiensis) a nyugati földikutya fajcsoport (más néven nagyfaj) a csoport többi tagjához hasonló életmódú és ökológiai igényű, de azoktól eltérő kromoszómaszámú, tehát genetikailag izolált biológiai faja. Szerb kutatók fedezték fel az 1970-es években az újvidéki populációból származó példányok kromoszómavizsgálatával.

Biztosan kevesebb, mint ezer és valószínűleg kevesebb, mint nyolcszáz egyede él.

## Származása, élőhelye
Első példányai a Duna jobb partján a Tarcal-hegységben kerültek elő; ezen kívül csak a Duna–Tisza köze területén vannak állományai.

### Albertirsai populáció
Több mint 110 év után ismét bebizonyosodott, hogy élnek földikutyák Pest megyében. Az Albertirsa Barátainak Köre Természetvédelmi Csoportjának tagjai 2017 április 18-án filmeztek le a település határában egy felszínen mozgó példányt.
Albertirsa a faj eddig ismert legészakibb előfordulási helye. Az állomány felmérése sem zárult még le, de az már látható, hogy a populáció nem elhanyagolható. Natura 2000-es terület: Gerje-mente HUDI20021

### Bajai populáció
2013-ban fedezték fel, miután előkerült egy régi, földikutyát ábrázoló fényképé. A Baja határában lévő 130 hektáros egykori katonai lőtér homoki gyeppel borított területén él a világ délvidéki földikutya-állományának túlnyomó része. A 2016 novemberi állományfelmérés eredménye szerint 320 példány él a területen. 
A földművelésügyi miniszter 7/2017. (II. 28.) FM rendeletével országos jelentőségű védett természeti területté, rezervátummá nyilvánította a bajai populáció élőhelyét.

### Kelebiai-Ásotthalmi populáció
2008-ban fedezték fel, ekkor sikerült először a kutatóknak példányokat befogniuk. Utak, faültetvények és művelt területek szabdalják apró töredékpopulációkra. A magyar oldalon található élőhelyfragmentumok összterülete 16 ha, amin homoki sztyepprét és fiatal parlag a növényzet. Az egyedek számát 2013-ban 100–150 közé becsülték. Országos szintű védett területté nyilvánításuk – a Körös-éri Tájvédelmi Körzet részeként – többek között az itt élő földikutya populáció jelentősége miatt, 2012-ben történt meg. Az élőhely nagy része Natura 2000 terület is: Déli Homokhátság HUKN20008. A populáció 2015-ig összefüggött a határ szerb oldalán található Szabadkai Homokvidék Tájvédelmi Terület (Subotička Peščara) földikutya állományával.
- Ezt az állományt a déli határkerítés kettévágta egy szerbiai és egy magyar részre.[21] A kerítés mentén rendszeresen nehéz munkagépek közlekednek, a területet pedig gyomirtóval permetezik, miközben a faj fokozottan érzékeny a zajra és a föld rezgésére, emellett kizárólag gyepes területeken képes fennmaradni.
- 2016 szeptemberében a Kiskunsági Nemzeti Park munkatársai a tönkretett területről 9 állatot kimentettek és áttelepítettek.[22] Ezzel újabb élőhelyet vettek birtokba a földikutyák az öttömösi Baromjárásban.[23] Az élőhely további szűkítésének elkerülésére megpróbálnak a határzónától biztonságos távolságban földek vásárlással, védetté nyilvánításukkal és az élőhelyek rehabilitációjával új, a régiekkel érintkező élőhelyfoltokat kialakítani.[24]
- 2017-ben a Kiskunsági Nemzeti Park Igazgatósága zöldfolyosókat alakított ki Kelebia környékén az egymástól elszigetelt állományok összekapcsolására[25] nagyjából 10 hektáros élőhelybővítést hajtott végre, mely a közeli jövőben várhatón a határmenti állomány növekedéséhez járul majd hozzá.[26]

### Újvidéki populáció
A Tarcal-hegység északkeleti, hegylábi területein pihenő-, nyaralóövezetben található (Stražilovo (en) (település: Karlóca, közelben Nagyremete) és Čortanovci) utak, faültetvények és művelt területek szabdalják apró töredékpopulációkra. Nagymértékben elkülönül a többi populációtól. A legkisebb egyedszámú populáció, minden bizonnyal a száz egyedet sem éri el, határozott és folyamatos csökkenést mutat. Feltételezhető, hogy egy évtizeden belül eltűnik. Rendkívül fragmentált, a legnagyobb veszélyt az élőhelyek átalakulása és a megmaradt gyepek és parlagon hagyott földek megszűnése, beépítése jelenti.

## Megjelenése, felépítése
A nyugati földikutya fajcsoport fajai látszatra nem különböznek egymástól.